# Vézelois
Vézelois (Duits: Wieswald) is een gemeente in het Franse departement Territoire de Belfort en telt 782 inwoners (2005). In het Elzassisch of het Duits heette de plaats vroeger Wieswald.
De gemeente maakt deel uit van het arrondissement Belfort en sinds 22 maart 2025 van het kanton Châtenois-les-Forges. Voor die dag viel de gemeente onder het op diezelfde dag opgeheven kanton Danjoutin.

## Geografie
De oppervlakte van Vézelois bedraagt 9,5 km², de bevolkingsdichtheid is 82,3 inwoners per km².
De onderstaande kaart toont de ligging van Vézelois met de belangrijkste infrastructuur en aangrenzende gemeenten.

## Demografie
Onderstaande figuur toont het verloop van het inwonertal (bron: INSEE-tellingen).